# Saint-Aaron (Côtes-d'Armor)
Pour les articles homonymes, voir Aaron.
Saint-Aaron est une ancienne commune française située dans le département des Côtes-d'Armor en région Bretagne, devenue, le 29 décembre 1972, une commune associée de Lamballe tout comme Maroué, La Poterie et Trégomar. Cette commune succéda à la paroisse du même nom, placée sous la protection de Saint-Aaron (Aaron d'Aleth).
On trouve sur le territoire de l'ancienne commune un circuit de karting géré par Guy Pansart, deux fois vice-champion de France de karting.
Il y a aussi un bar et restaurant: "Aux Petits Oignons ".

## Toponymie
Le nom de la localité est attesté sous les formes Sanctum Airandum en 1083, Sancti Aaron en 1144, Sancto Aarono en 1235, Sancto Aron en 1516.
Saint-Eran en gallo.

## Histoire

### Le XXe siècle

#### Les guerres du XXe siècle
Le monument aux Morts porte les noms des 53 soldats morts pour la Patrie :
- 44 sont morts durant la Première Guerre mondiale.
- 8 sont morts durant la Seconde Guerre mondiale.
- 1 est mort durant la Guerre d'Algérie.

## Politique et administration

### Rattachements administratifs et électoraux
La commune de Saint-Aaron dépendait de l'arrondissement de Saint-Brieuc et du canton de Lamballe.

### Liste des maires
| Période                                  | Période                   | Identité       | Étiquette | Qualité |
| ---------------------------------------- | ------------------------- | -------------- | --------- | ------- |
| Les données manquantes sont à compléter. |                           |                |           |         |
| avant 1946                               | mai 1953                  | Pierre Plestan |           |         |
| mai 1953                                 | décembre 1972 (démission) | Louis Rouxel   |           |         |

| Période      | Période      | Identité       | Étiquette | Qualité                            |
| ------------ | ------------ | -------------- | --------- | ---------------------------------- |
| janvier 1973 | mars 1989    | Francis Benoit |           | Agriculteur                        |
| mars 1989    | mars 2001    | Roger Colas    | PS        | Agriculteur                        |
| mars 2001    | janvier 2019 | Lydie Philippe | PS        | Adjointe administrative principale |

| Période      | Période      | Identité       | Étiquette | Qualité                            |
| ------------ | ------------ | -------------- | --------- | ---------------------------------- |
| janvier 2019 | juillet 2020 | Lydie Philippe | PS        | Adjointe administrative principale |
| juillet 2020 | En cours     | Nadège Le Guen |           | Formatrice poids lourds            |

Depuis janvier 2019, date de la création de la commune nouvelle de Lamballe-Armor, Saint-Aaron n'a plus de maire délégué mais un « adjoint territorialisé ». De 2019 à 2020, cette fonction était assurée par Lydie Philippe, qui était aussi maire déléguée de Lamballe. Depuis 2020, cette charge est assumée par Nadège Le Guen.

## Démographie
| 1793 | 1800 | 1806 | 1821 | 1831 | 1836 | 1841 | 1846 | 1851 |
| ---- | ---- | ---- | ---- | ---- | ---- | ---- | ---- | ---- |
| 669  | 666  | 630  | 668  | 717  | 685  | 673  | 743  | 930  |

| 1856 | 1861 | 1866  | 1872  | 1876  | 1881  | 1886  | 1891  | 1896  |
| ---- | ---- | ----- | ----- | ----- | ----- | ----- | ----- | ----- |
| 939  | 987  | 1 042 | 1 065 | 1 102 | 1 114 | 1 101 | 1 109 | 1 107 |

| 1901  | 1906  | 1911 | 1921 | 1926 | 1931 | 1936 | 1946 | 1954 |
| ----- | ----- | ---- | ---- | ---- | ---- | ---- | ---- | ---- |
| 1 020 | 1 017 | 989  | 819  | 851  | 850  | 850  | 816  | 831  |

| 1962 | 1968 | - | - | - | - | - | - | - |
| ---- | ---- | - | - | - | - | - | - | - |
| 871  | 894  | - | - | - | - | - | - | - |

## Lieux et monuments
- Allée couverte du Chêne-Hut, allée couverte du Néolithique, classée monument historique.
- Église Saint-Aaron, construite entre 1886 et 1889 sur les plans d'Alphonse Guépin.

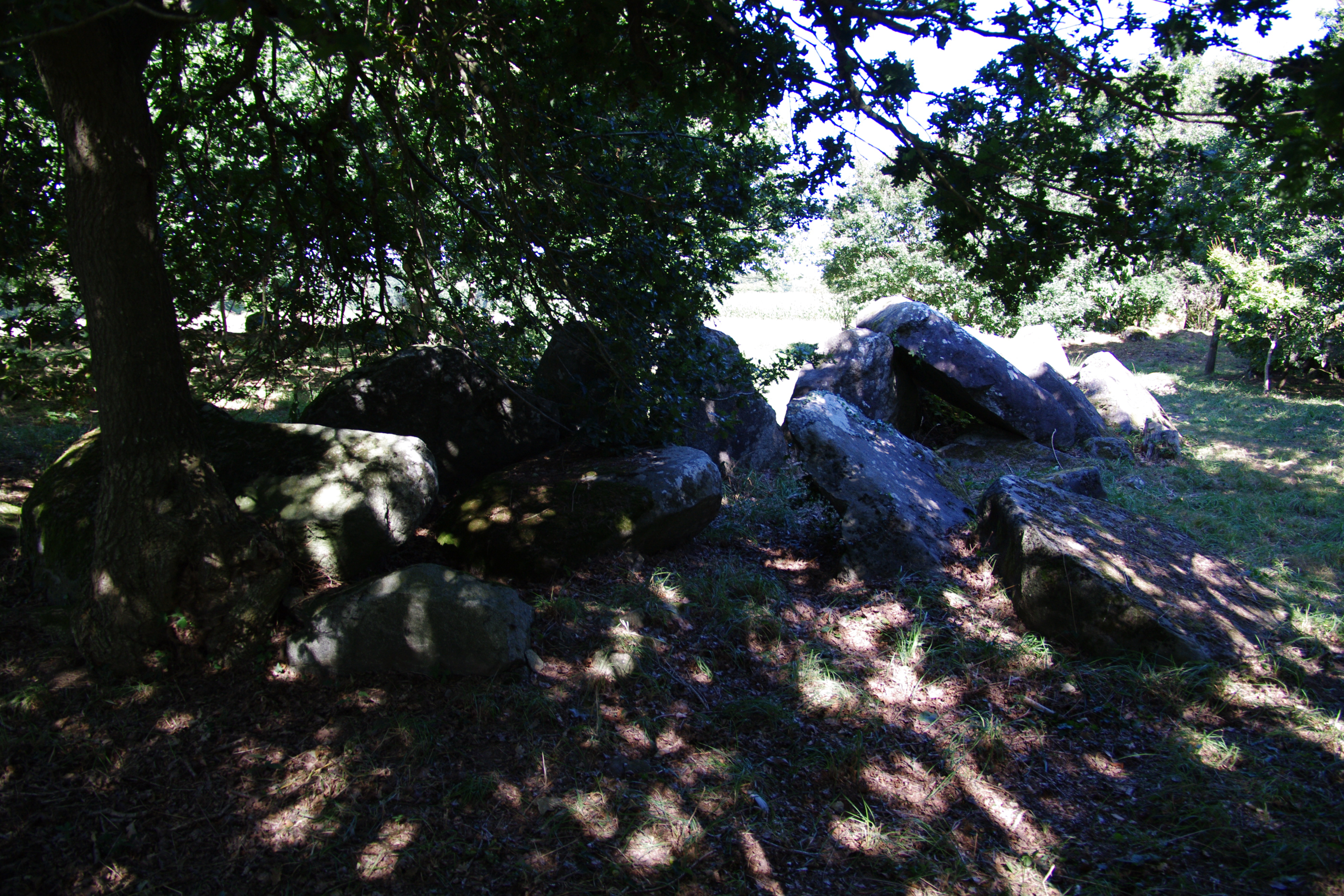
Allée du Chêne-Hut.
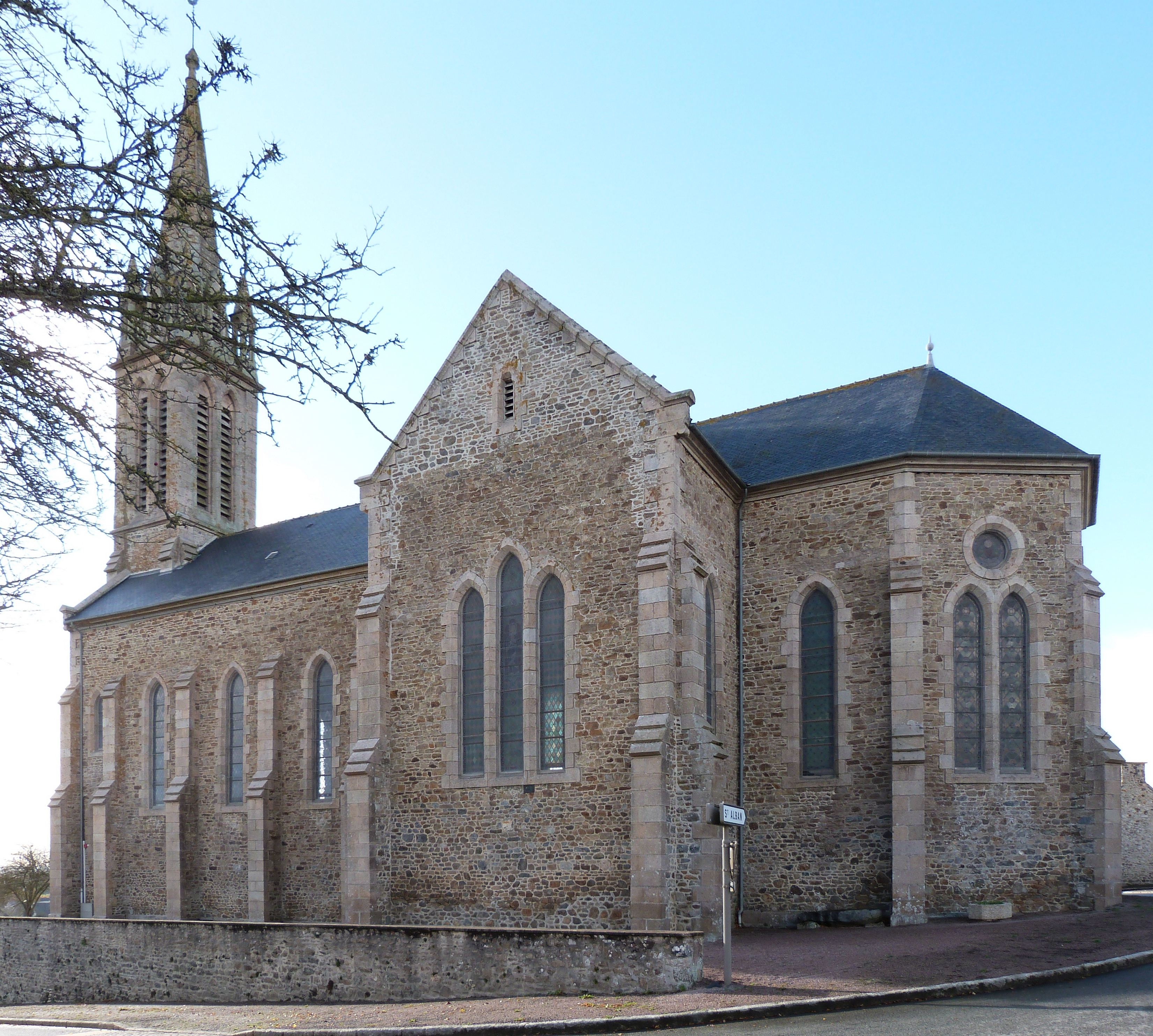
Église Saint-Aaron.

- Chapelle Saint Sébastien de la Baudrannière
- Chapelle de la Caillibotière (XVIe siècle).
- Manoir de la Villeneuve (XVIIIe siècle).
- Manoir de la Baudrannière (XVIIIe siècle).
- Manoir de la Caillibotière (XIVe siècle).
- Manoir de Lourmel (XVe siècle).
- Manoir du Pont-Grossard (XVIe siècle),
- Manoir de Beauregard (XVe-XVIe siècle).
- Fontaine Saint-Aaron.